# Козак Христина Олександрівна
Христина Олександрівна Козак (нар. 22 квітня 1935, тепер Республіка Польща) — українська радянська діячка, лікар, завідувачка терапевтичного відділення Лисецької районної лікарні Тисменицького району Івано-Франківської області. Депутат Верховної Ради УРСР 9—10-го скликань.

## Біографія
Освіта вища. Закінчила Станіславський (Івано-Франківський) медичний інститут.
У 1959—1961 роках — терапевт санаторію № 3 в селі Ворохті Надвірнянського району Станіславської області.
З 1961 року — завідувачка терапевтичного відділення Лисецької районної лікарні Івано-Франківського (Тисменицького) району Івано-Франківської області.
Потім — на пенсії в місті Івано-Франківську.

## Нагороди
- ордени
- медалі